# رگدال
رگدال (انگلیسی: Ragdoll) یک از نژادهای گربه اهلی است. این نژاد که خاستگاهش آمریکا است عموماً دارای چشم‌های آبی، بدنی روشن با نقاطی تیره در ناحیه صورت، گوش، پا و دم است. این گربه جثه‌ای بزرگ دارد و موهای نیمه بلندش نرم و صاف هستند. شهرت این نژاد بیشتر به خاطر خلق و خوی آرام و مطیعشان است. رگدال ها به ویژه در انگلستان و همچنین در ایالات متحده محبوبیت دارند. گربه های رگدال اغلب به دلیل رفتارهایشان مانند تمایل به پیروی از انسان، آرام بودنشان و عدم خشونت نسبی نسبت به سایر حیوانات خانگی به عنوان "گربه های سگ مانند" یا "گربه های توله سگ" شناخته می شوند.اصالت این گربه ها مشخص نیست اما می گویند که یک گربه آنگورا سفید ماده با طرح هایی شبیه به گربه سیامی با یک گربه از نژاد دیگر مانند پرشین یا بیرمن جفت گیری کرده و رگدال از نسل این گربه ها به وجود آمد.

## ظاهر گربه رگدال
قد رگدال‌ها ی نر بین ۴۰ تا ۶۶ سانتی‌متر و قد رگدال‌های ماده ۳۸ تا ۵۸ سانتی‌متر است. با توجه به اسم گربه‌های رگدال ممکن است شما به اشتباه افتاده و انتظار یک گربه کوچک و مینیاتوری را داشته باشید در صورتی که آنها در میان سایر نژادها بزرگترین جثه را دارند. آنها معمولاً سایز بزرگ به همراه بدنی عضلانی دارند و به دلیل نداشتن لایه موی زیرین ریزش موی کمتری دارند اما در فصول سرد طاقت سرما را ندارند. وزن گربه‌های ماده این نژاد حدود ۱۰ الی ۱۵ پوند و نرها ۱۵ پوند که ممکن است حتی تا ۲۰ پوند هم افزایش داشته باشد یک رگدال با اندامی متوسط بین ۸ تا ۱۰ پوند وزن دارد.
جدول خصوصیات گربه رگدال

## سلامت
یک مطالعه با استفاده از داده های بیمه سوئد نشان داد که از نژادهای رایج گربه، رگدال و سیامی دارای کمترین میزان بقا هستند. آنها ۱۲ تا ۱۵ سال زندگی می کنند. این مطالعه نشان می دهد که تعداد قابل توجهی از رگدال ها بیشتر از گربه های دیگر به دلیل مشکلات ادراری عمدتاً از مشکلات کلیوی/ مجاری ادراری و همچنین از مشکلات قسمت پایین مجاری ادراری  نیز جان خود را از دست می دهند.  این که آیا این مسئله خارج از فنلاند، سوئد یا دانمارک صحت دارد، مشخص نیست. 
کت گربه رگدال ضخیم و بسیار نرم است. طول موها می تواند از متوسط تا بلند باشد. خوشبختانه، کت آن به راحتی در هم تنیده نمی‌شود، اما می تواند رخ دهد. کت گربه های رگدال باید حداقل هفته ای دو بار برس زده شود تا از ایجاد درهم تنیده شدن و ریختن بیش از حد جلوگیری شود. رگدال ها از نظافت لذت می برند و اغلب لذت خود را از مورد توجه قرار گرفتن خاص نشان می دهند.

## تربیت گربه رگدال
این گربه با اینکه عاشق اعضای خانواده است اما کمتر به کسی اعتماد می‌کند و شخص می‌بایست برای برقراری ارتباط خوب با او اعتمادش را بدست آورد. از آنجایی که رگدال شما از نژاد گربه ای بزرگ و عضلانی است او به سپری کردن زمان زیادی برای ورزش و تمرین نیاز دارد تا بتواند سالم و فعال به زندگی خود ادامه دهد. همان‌طور که اشاره شد آموزش و ورزش برای رگدال‌ها از اهمیت زیادی برخوردار است و به همین دلیل باید در سریع‌ترین زمان ممکن برنامه ای مناسب با گربه‌تان را شروع کنید.